# 熊本市交通局2400形電車
熊本市交通局2400形電車（くまもとしこうつうきょく2400がたでんしゃ）は、熊本市交通局が市電（熊本市電）用に導入した路面電車車両。2024年11月24日に運行を開始した。

## 概要
熊本市電にとって10年ぶりの新車で、混雑緩和や交通渋滞の緩和を目的に導入された。始発となる健軍町電停では、朝のラッシュ時に乗客の積み残しが常態化しているが、2400形の導入により電車待ちの列は短くなり一定の効果が見られた。
導入費用は4億5000万円である。最終的には12編成を導入する予定である。

## 歴史

### 年表
- 2024年11月24日 - 運行開始[3]。

## 車両概説

### 車体
全長21mの3両編成である。外観は熊本城の漆喰イメージしている。

### 車内

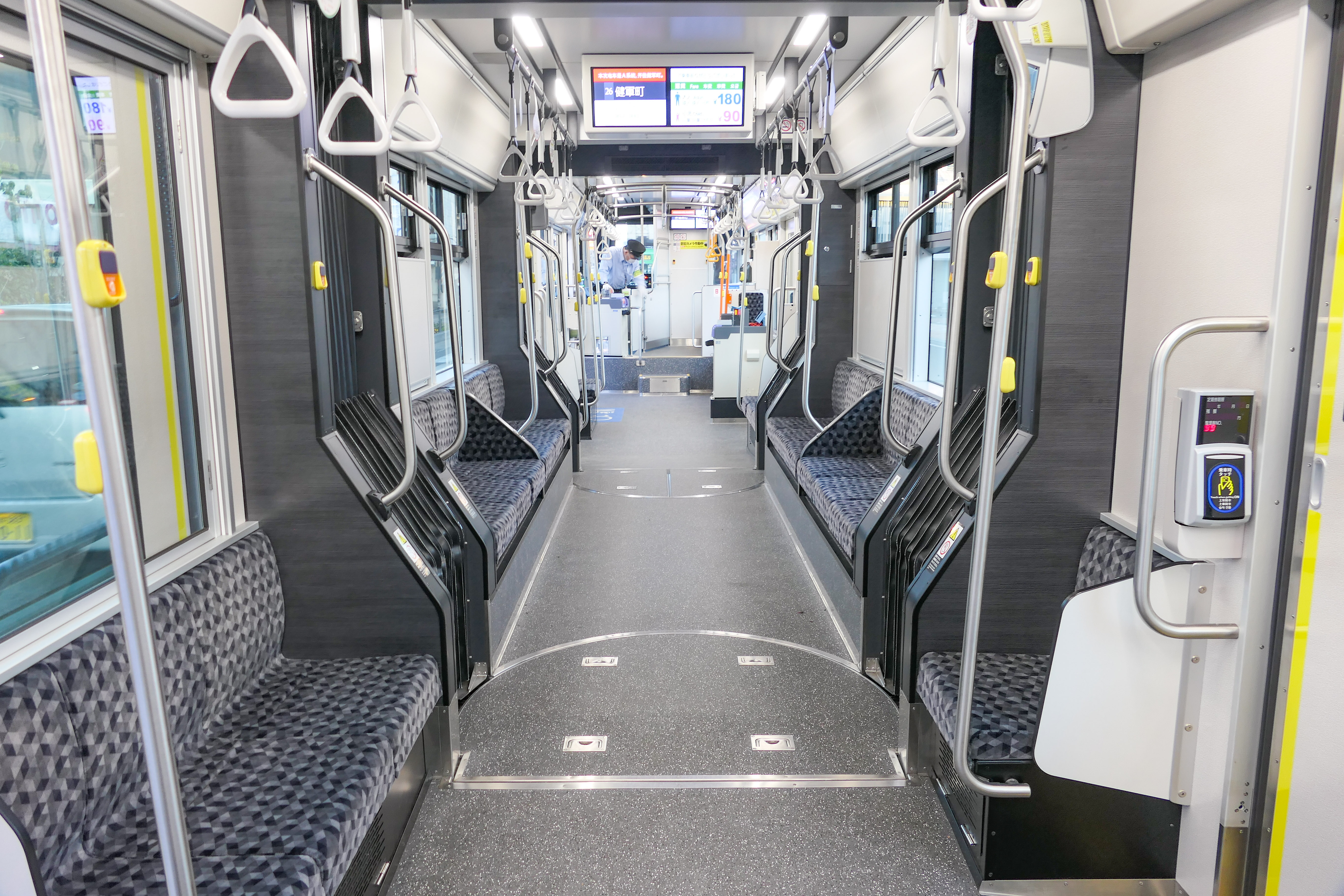
車内

定員は112人で、従来車両の1.5倍である。全席がロングシートとなっている。車いす・ベビーカーの専用スペースが合計2つある。

## 運用
朝ラッシュ時間帯には2台いるので、健軍町発熊本駅・田崎橋行と健軍町発上熊本行の2本で運用される